# 6156 Dall
6156 Dall è un asteroide della fascia principale. Scoperto nel 1991, presenta un'orbita caratterizzata da un semiasse maggiore pari a 2,9930204 UA e da un'eccentricità di 0,0704043, inclinata di 9,42861° rispetto all'eclittica.